# Carlos Rangel (Beachvolleyballspieler)
Carlos „Charly“ Rangel (* 1. Juli 1990 in Valencia) ist ein venezolanischer Beachvolleyballspieler.

## Karriere
Charly spielte 2013 mit Fernando Ramos. Nach einem neunten Platz bei einem Turnier der kontinentalen Serie in Venezuela nahmen sie am Grand Slam der FIVB World Tour in Corrientes teil und belegten den 33. Platz. In der CSV-Serie wurden sie Fünfte in Bolivien und Vierte in Brasilien. 2014 spielte Charly auf der südamerikanischen Tour mit Jackson Henríquez und Ronald Daniel Fayola Furtado und erreichte zwei fünfte und einen vierten Rang. Bei den Paraná Open der World Tour 2014 wurde er mit Jonathan Golindano Neunter. Das Duo spielte dann noch ein CSV-Turnier in Ecuador. 2015 trat Charly mit Leonard Alexis Colina Chourio an. Nach einigen Top-Ten-Ergebnissen in Südamerika kam das Duo bei den Fuzhou Open auf den 41. Platz.
2017 spielte Charly wieder mit Golindano. In der CSV-Serie wurden Charly/Golindano Vierte in Rosario sowie Fünfte in Maringá und gewannen das Turnier in San Fernando de Apure. Über die CSV-Vorentscheidung qualifizierten sie sich für die Weltmeisterschaft in Wien. Dort verloren sie ihre drei Vorrundenspiele, unter anderem gegen das deutsche Duo Böckermann/Flüggen, und schieden als Gruppenletzte aus.
2018 und 2019 war Tigrito Charlys Partner. Bestes Ergebnis auf der FIVB World Tour war ein 17. Platz im Juli 2018 in Gstaad. Bei der Weltmeisterschaft 2019 in Wien schieden Charly/Tigrito sieglos nach der Vorrunde aus.